# سلطان‌آباد، پداپالی
سلطان‌آباد، کریم‌نگر (به انگلیسی: Sultanabad) یک سکونتگاه مسکونی در هند است که در تلانگانا واقع شده‌است.

## خصوصیات
سلطان‌آباد  ۱۶٬۰۰۰ نفر جمعیت دارد و ۲۳۸ متر بالاتر از سطح دریا واقع شده‌است.